# Gustavo Carrer
Gustavo Carrer was een Italiaans voetballer die speelde als aanvaller.

## Carrière
Carrer speelde eerst voor AC Milan en daarna voor rivaal Internazionale. Hierna speelde hij voor Como Calcio 1907 waar hij na zijn spelerscarrière ook ging coachen gedurende twee periodes. Waartussen hij ook even terugkeert als speler voor AC Pro Sesto. Hij speelde ook twee wedstrijden voor Italië waarin hij één keer scoorde.